# Гражданская война в Омане (1718—1743)
Гражданская война в Омане 1718—1743 годов — гражданская война, начавшаяся в Омане после смерти имама Султана ибн Саифа Йариби. Особую роль в ней сыграли два крупнейших племенных союза страны хинави и гафири. Война длилась около 25 лет (на деле ещё дольше) и сопровождалась большими бедствиями и двумя персидскими вторжениями.

## История

### Начало войны
Поводом к войне стал спор за наследование престола между законным наследником Султана II ибн Саифа - Сайф II ибн Султаном, который на момент начала войны был ребёнком, и поддерживавшими его членами семьи, с одной стороны, и его дядей Муханной ибн Султаном, в поддержку которого выступало ибадитское духовенство. Практически все члены семьи Йариби хотели сохранить власть в своих руках, а не лишиться её в пользу ибадитского духовенсва, поэтому не признали претензий Муханны на трон, провозгласившего себя имамом, что в итоге привело к гражданской войне; сторонники Сайфа II опирались на гафири, противники — на хинави, хотя даже внутри обоих племён периодически случались разногласия, и на деле сторон в гражданской войне было больше двух; в заключительном периоде противоборствующие армии уже не в столь сильной мере принадлежали к конкретным племенам.
Муханна уже в 1720 году был убит Йа-арабом ибн Баль-арабом Йараби, который формально примирил на время враждующие лагери, признав Сайфа II имамом, а себя объявив регентом. 

### Ход войны
В мае 1722 года Йа-араб объявил имамом себя, что привело к восстанию Баль-араба ибн Насира, который в 1723 году сверг Йа-араба и провозгласил регентом себя. Широкомасштабные боевые действия начались в 1723 году когда к конфликту присоединились племя Низар во главе с Мухаммад ибн Насир  аль-Гафири и йеменское племя Бани Хина во главе Халяф ибн Мубараком. Вступление в борьбу двух влиятельных племен раскололо общество на две группы Гафири  В результате битвы под Сохаром в 1728 году оба лидера были убиты, а солдаты и священники в Сохаре признали Саифа II единственным законным имамом.
Сайф II ибн Султан не мог примирить друг с другом воюющие племена.  Племя Гафири первоначально выступавшее в его поддержку пересмотрело свою позицию и выступило против него. В 1732 году Сайф II был обвинен в отступлении от норм шариата и был отстранен от власти советом улемов и шейхов. Новым имамом был провозгласили Абу-ль-Араба II ибн Химьяр. Но Сайф II не признал это решение и начал воевать. Война фактически разделила Оман на два государства, и, терпя поражения, Сайф II в итоге обратился за помощью обратился за поддержкой к белуджам Макранского побережья, живших на северной стороне Оманского залива. Но приведенное им войско было разбито Абу-ль-Арабом. Потом в войну была втянута Персия.
Сайф II попросил о помощи самого Надир-шаха. В 1737 году персы разгромили оманский флот 14 марта 1737 года персидская армия под руководством Латиф Хана численностью 5000 пехотинцев и 1500 всадников погроузилась на корабли в Бущире и через четыре дня высадилась в Хаур-Факкане.
Нанеся поражение войскам Абу-ль-Араба II ибн Химьяра, персы начали жестокий террор по отношению ко всему местному населению, грабя и разрушая города и обращая жителей в рабство. В 1738 году опасаясь того, что персы завоюют Оман Сайф II и его противники договорились о том, что они будут вместе бороться с захватчиком (Абу-ль-Араб II отказался от должности имама). Это позволило Сайфу II разбить персов у Маската и выгнать их страны.
В 1738 году, после того персы эвакуировались значительная часть территории Омана формально осталась под властью Сайфа II, но его режим был крайне непрочным, лояльными к нему были лишь прибрежные города. В феврале 1742 года имамом провозгласил себя ещё один член семьи Йариби, Султан III ибн Муршид войска которого разгромили армию Сайфа II. Осажденный в Маскате войсками Султана III ибн Муршида Сайф II призвал на помощь персов. Представитель Надир-шаха Таки-хан и Сайф заключили в Джульфаре договор по которому его восстанавливали в качестве имама, но он становился вассалом Ирана и был обязан платить дань
Пока часть персидской армии под руководством Кальбом Али-хана осадила Сохар, Бегларбеги и Сайф вернулся морем в Маскат удерживаемый его сторонниками. Вскоре туда отправилась часть персидских войск,  но в крепости аль-Джалали и Марани Сайф их не пустил. Таки-хан зная слабость Сайфа к ширазскому вину напоив имама и его приближенных офицеров получили доступ к печати. Поставив её на приказы повелевавшие передать крепости персы бесковно овладели аль-Джалали и Марани. После этого Сайф умер в Растаке.

### Завершение войны

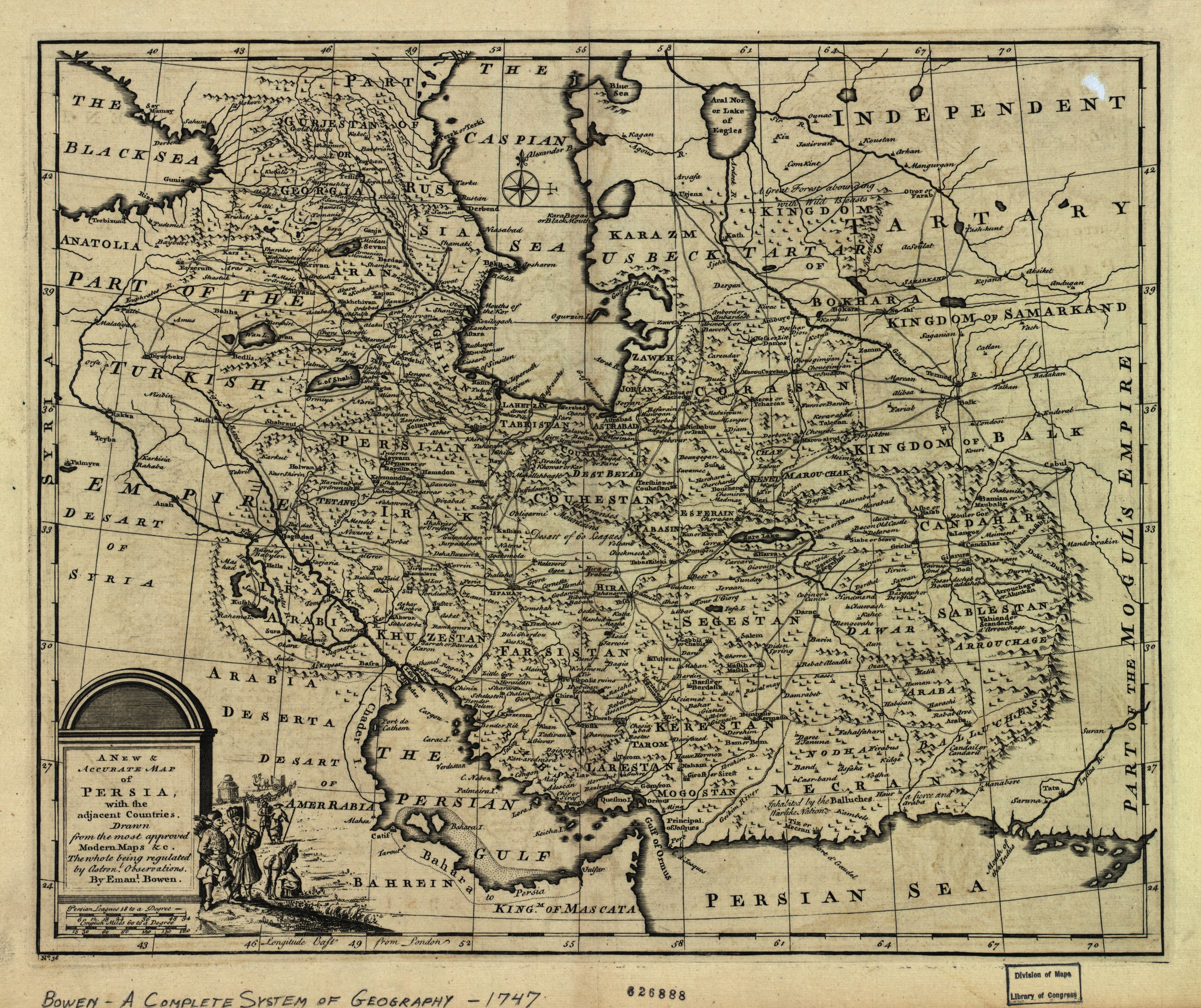
Персия и её соседи в 1747 году

В середине 1743 года ибн Муршид, отступавший под натиском персов, был убит ими под стенами Сохара. После этого его последователи признали имамом отошедшего от дел Абу-ль-Араба II ибн Химьяра.
Тем не менее на деле боевые действия продолжались. Правитель Сохара Ахмед бин Саид, в прошлом союзник ибн Муршида или Сайфа, отказывался подчиниться персам и выдержал девятимесячную осаду города, но был отброшен к Барке.
Пользуясь тем, что Персия вновь столкнулась с Османской империей Ахмеда бен Саид согласился на почётную капитуляцию, (подписанную Таки-ханом) пообещав платить персам дань. 
К 1744 году вследствие непрекращающейся партизанской войны и массового дезертирства большая часть персидской армии была отозвана из Омана на новую войну. Ахмеда бен Саид и Абу-ль-Араб II продолжали бороться за Оман
К 1744 году Ахмед бин Саид контролировал всё побережье Омана и пользовался поддержкой хинави и некоторых гафири, тогда как в значительной части внутренних областей страны власть сохранял ибн Химьяр, опиравшийся на большую часть гафири. К 1745 году между ними сложилось своеобразное равновесие: ибн Химайр не смог взять Маскат и Сохар, тогда как войска бин Саида потерпели в начале 1745 года тяжёлое положение под Бинтахом. Боевые действия продолжались до 1749 года, когда в результате мощного наступления войска ибн Химьяра были разгромлены, а сам он убит. Ахмед бин Саид после этого был признан единственным законным имамом, основав династию Аль-Саид, правящую Оманом до сих пор.
В 1747 году в Персии погиб Надир-шах. Вскоре коменданты крепостей Маската получили от назначенного шахом "губернатора" Омана Маджида ибн Султана (родственника Сайфа II ибн Султана) приказ об эвакуации войск и передаче крепостей. Но сдав их узнали, что Маджид ибн Султан потерпев кораблекрушение попал в плен к Ахмед бин Саиду, который и овладел Маскатом.
В современной оманской исторической науке данная война рассматривается с двух точек зрения: как конфликт между двумя племенами, имеющими различное происхождение (хинави были выходцами из северного Йемена, гафири — «коренными» оманцами), и как религиозное противостояние (хинави придерживались ибадитского направления в исламе, гафири же были суннитами).